# Cheilosia scutellata
Cheilosia scutellata es una especie de sírfido. Se distribuyen por el Paleártico en Eurasia y África del Norte.